# 訃報 1969年1月
訃報 1969年1月（ふほう 1969ねん1がつ）では、1969年（昭和44年）1月中に物故した、又は物故が報じられた人物についてまとめる。

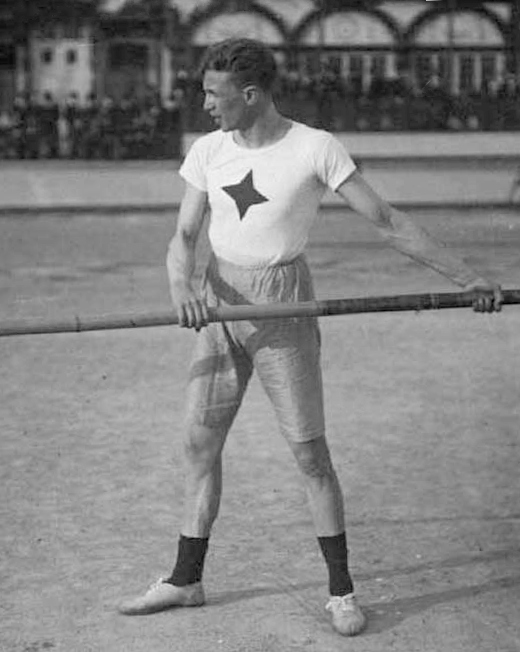
ブルーノ・ゼーダーシュトレーム /1月1日没

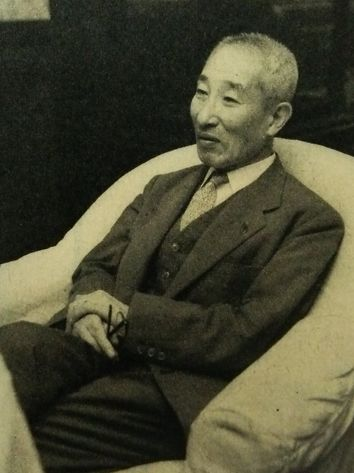
浅野長武 /1月3日没

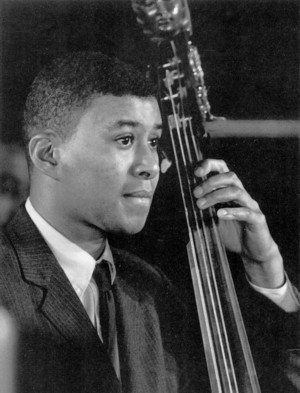
ポール・チェンバース /1月4日没

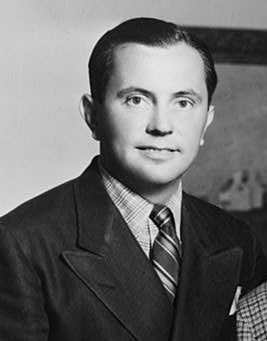
ヴァーノン・デューク /1月16日没

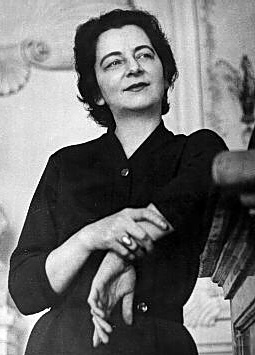
グラジナ・バツェヴィチ /1月17日没

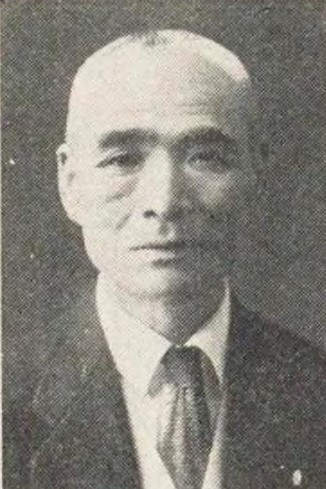
藍澤彌八 / 1月29日没

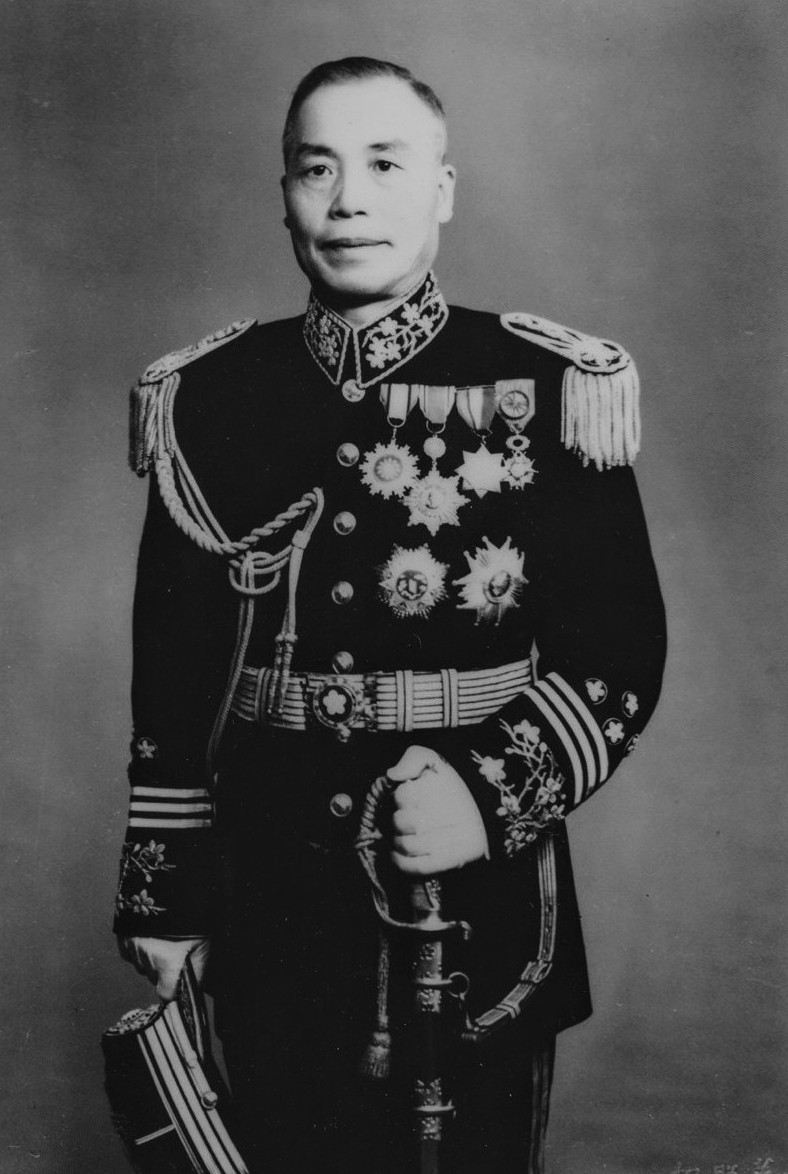
李宗仁 / 1月30日没

## （1日 - 15日）
- 1月1日 - 金埈元、大日本帝国と大韓民国の軍人（* 1888年）
- 1月1日 - ブルーノ・ゼーダーシュトレーム、スウェーデンの陸上競技選手（* 1881年）
- 1月1日 - 高砂屋五代目 中村福助、歌舞伎役者（* 1910年）
- 1月1日 - ロドニー・ヤノ、アメリカ陸軍の軍人、日系三世（* 1943年）
- 1月1日 - 渡辺三郎、陸軍軍人（* 1897年）
- 1月3日 - 浅野長武、美術史家、政治家、華族（* 1895年）
- 1月3日 - コモドール・コクラン、アメリカ合衆国の陸上競技選手（* 1902年）
- 1月3日 - ハワード・マクニア、アメリカ合衆国の俳優（* 1905年）
- 1月4日 - キラーイ・パール、ハンガリーの陸上競技選手（* 1896年）
- 1月4日 - 高野源進、内務官僚、弁護士、元広島県知事（* 1895年）
- 1月4日 - ポール・チェンバース、アメリカ合衆国のジャズ・ベーシスト（* 1935年）
- 1月4日 - デイジー&ヴァイオレット・ヒルトン姉妹、アメリカ合衆国の結合双生児の女優、ヴォードヴィリアン（* 1908年）
- 1月5日 - 寺嶋宗一郎、社会運動家、政治家、元枚方市長（* 1892年）
- 1月5日 - 長坂貞一、政治家、元豊田市長（* 1891年）
- 1月5日 - 村田凱一、陸軍軍人（* 1879年）
- 1月5日 - アーサー・レッサー、アメリカ合衆国のピアノ奏者（* 1894年）
- 1月6日 - 鶴田吾郎、洋画家、版画家（* 1890年）
- 1月6日 - 劉崇楽（中国語版）、中華人民共和国の昆虫学者（* 1901年）
- 1月7日 - 上田誠一、内務、警察官僚、弁護士（* 1898年）
- 1月8日 - 荒木忍、俳優（* 1891年）
- 1月8日 - アルバート・ヒル、イギリスの陸上競技選手（* 1889年）
- 1月8日 - 森寅雄、剣道家、フェンシング選手（* 1914年）
- 1月8日 - 馬輔臣（中国語版）、中華人民共和国の政治家（* 1883年）
- 1月9日 - 伊藤康善、宗教家、浄土真宗華光会創始者（* 1897年）
- 1月9日 - 尾崎義、外交官、北欧文学者、翻訳家（* 1903年）
- 1月9日 - ヤコブス・ファン・エフモント、オランダの自転車競技選手（* 1908年）
- 1月9日 - 保田与天、ゴルファー、ゴルフ場設計者（* 1889年）
- 1月10日 - 清水信一、宗教家、天祖光教教祖（* 1910年）
- 1月10日 - 藤井米次郎、実業家（* 1877年）
- 1月11日 - 岩井弼次、医師、日本共産党員（* 1894年）
- 1月11日 - 竹村茂孝、柔道家、実業家（* 1899年）
- 1月11日 - 玉井幸助、国文学者（* 1882年）
- 1月11日 - 鍋井克之、洋画家（* 1888年）
- 1月12日 - 笹井末三郎、アナキスト、任侠、映画人、元マキノトーキー製作所理事（* 1901年）
- 1月13日 - ビリー・フレシェット、アメリカ合衆国のギャングであるジョン・デリンジャーの恋人（* 1907年）
- 1月13日 - 李哲人（中国語版）、中華人民共和国の政治家（* 1910年）
- 1月14日 - 植村益蔵、救世軍士官（* 1885年）
- 1月15日 - パトリック・フリン、アメリカ合衆国の陸上競技選手（* 1894年）
- 1月15日 - 米川琴翁、地歌筝曲家（* 1883年）

## （16日 - 31日）
- 1月16日 - ヴァーノン・デューク、作曲家、詩人（* 1903年）
- 1月17日 - グラジナ・バツェヴィチ、ポーランドの作曲家、ヴァイオリニスト（* 1909年）
- 1月18日 - ルイス・テワニマ、アメリカ合衆国の陸上競技選手（* 1888年）
- 1月19日 - 川口知子、新劇女優（* 1936年）
- 1月19日 - 妹尾芳太郎、政治家、元徳島市長（* 1898年）
- 1月19日 - マイク・テイラー、ジャズ作曲家、ピアニスト、ソングライター（* 1938年）
- 1月19日 - ヤン・パラフ、チェコスロバキアの大学生（* 1948年）
- 1月19日 - ロベルト・ルッサー、ドイツの航空機技術者、パイロット（* 1899年）
- 1月20日 - 須藤栄之助、陸軍軍人（* 1891年）
- 1月20日 - 寿松濤（中国語版）、中華人民共和国の政治家、元西北工業大学学長（* 1900年）
- 1月21日 - 清川玉枝、女優（* 1903年）
- 1月23日 - 木辺孝慈、真宗木辺派の僧侶（* 1881年）
- 1月23日 - ヤロスラフ・クシーチカ、チェコの作曲家、音楽教師、合唱指揮者（* 1882年）
- 1月23日 - 酒井七馬、漫画家、アニメーター（* 1905年）
- 1月23日 - 夏仲実（中国語版）、中華民国の政治家（* 1890年）
- 1月24日 - 大高康、実業家、政治家、衆議院議員、元高萩町長（* 1899年）
- 1月24日 - 児玉魯一、官僚、陸軍司政長官（* 1887年）
- 1月24日 - 向井一男、囲碁棋士（* 1900年）
- 1月25日 - 小那覇舞天、演劇人、歯科医師（* 1897年）
- 1月25日 - 渡嘉敷貞子、女流紅型師（* 1911年）
- 1月26日 - 諌山修身、日本ナザレン教団の牧師（* 1882年）
- 1月27日 - ハンス・イェリネク、オーストリアの作曲家（* 1901年）
- 1月28日 - 鑓田研一、伝記作家、小説家、作家評伝家（* 1892年）
- 1月29日 - 藍澤彌八、実業家、アイザワ証券グループ創業者（* 1925年）
- 1月29日 - マックス・ヴァインライヒ、言語学者（* 1894年）
- 1月29日 - 小栗美二、画家、美術装置家、タイポグラフィ作家（* 1903年）
- 1月29日 - 高嶋菊次郎、実業家（* 1875年）
- 1月29日 - 橋本一明、フランス文学者、翻訳家（* 1927年）
- 1月29日 - オットー・メンヒェン＝ヘルフェン、オーストリア出身の民俗学者、歴史学者、旅行家（* 1894年）
- 1月30日 - イツァーク・シュテルン、ユダヤ系ポーランド人の会計士（* 1901年）
- 1月30日 - アレン・ウェルシュ・ダレス、アメリカ合衆国の政治家、外交官、弁護士、元中央情報長官（* 1893年）
- 1月30日 - ドミニク・ピール、ベルギーの司祭、ノーベル平和賞受賞者（* 1910年）
- 1月30日 - 李宗仁、中華民国・中華人民共和国の軍人、政治家、初代中華民国副総統（* 1890年）
- 1月30日 - 渡辺白泉、俳人（* 1913年）
- 1月31日 - メヘル・バーバー、インドの神秘家、霊的指導者（* 1894年）